# Кампанія за права людини

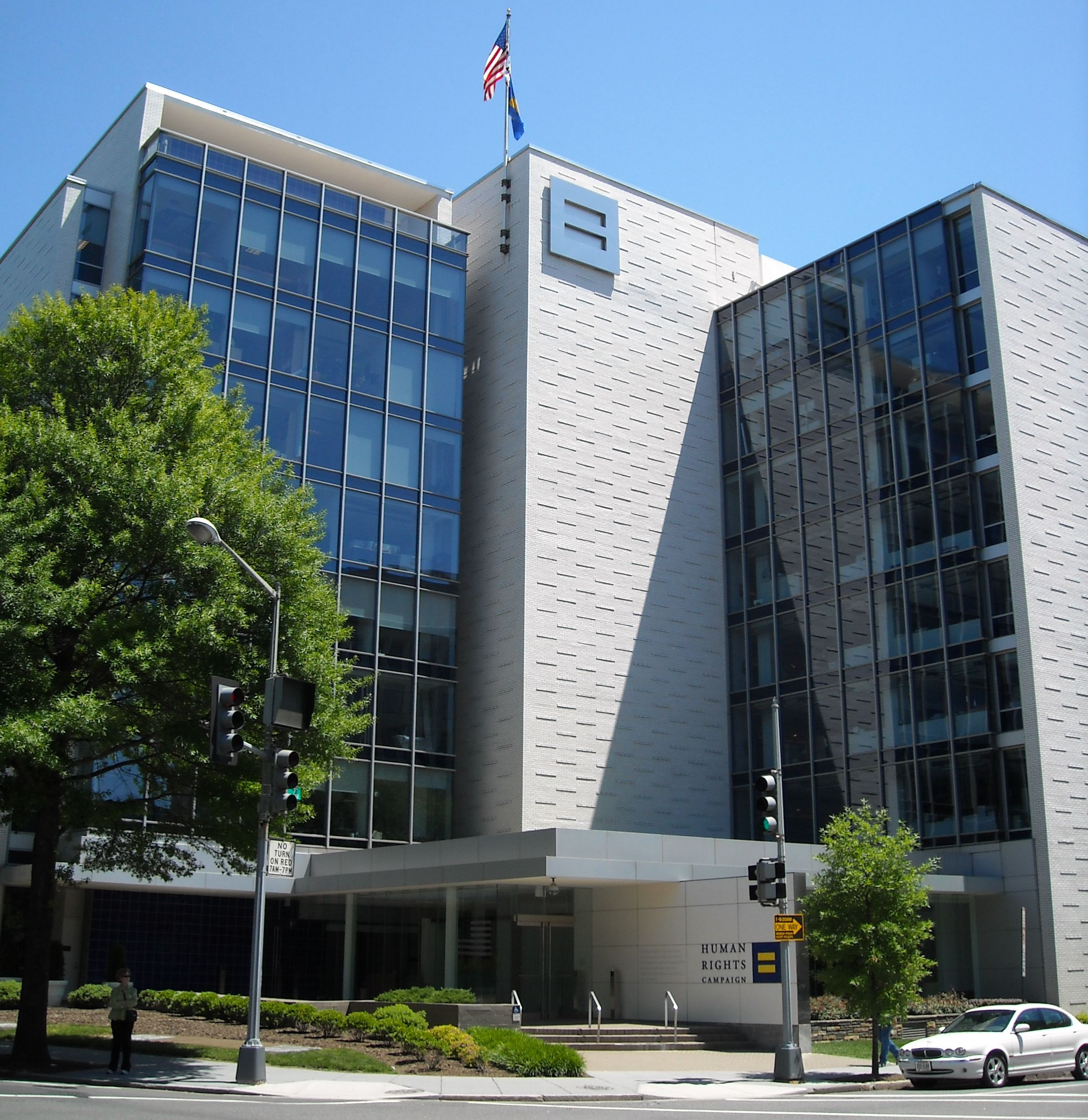
Офіс в Вашингтоні

Кампанія за права людини (англ. Human Rights Campaign, HRC) — одна з найбільших ЛГБТ-організацій США, що ставить собі за мету захист прав лесбійок, геїв, бісексуалів і трансгендерів. Організація «бачить майбутнє Америки як вільної і демократичної країни, де всім людям, які відчувають свою приналежність до ЛГБТ, гарантовані рівні права та повага, і де ці люди можуть бути відкритими в своєму самовираженні, вільними і відчувати себе в безпеці і вдома, і на роботі, і в суспільстві».

## Програми, цілі і завдання організації
«Кампанія за права людини» — помітне явище в політичному житті США. Організацію лобіює конгрес США на користь прийняття біллей і законопроєктів, які сприятимуть поліпшенню правового положення ЛГБТ, захисту від дискримінації, підвищенню терпимості. Організація також прагне до створення більш дружньої до ЛГБТ атмосфери в Конгресі, фінансує вибори політиків, які підтримують рівні права для ЛГБТ, мобілізує активістів громадянського суспільства для проведення акцій прямої дії і заохочує своїх членів користуватися своїм виборчим правом на кожних виборах.
На своєму вебсайті організація надає своїм членам і всім зацікавленим особам різну корисну інформацію, зокрема, публікує списки муніципальних, регіональних і федеральних законодавців, відстежує їх публічні висловлювання та відкриті голосування з питань, що стосуються ЛГБТ, і на цій основі робить рейтинги терпимості законодавців, які можуть служити для зацікавлених людей керівництвом до того, за кого або проти кого голосувати на виборах. На тому ж сайті можна знайти інформацію про закони, що стосуються ЛГБТ, в різних містах, штатах і на федеральному рівні. Організація також допомагає складати і посилати колективні листи від виборців законодавцям.
Крім того, «Кампанія за права людини» поширює інформацію для ЛГБТ про те, як правильно зробити камінг-аут і про те, які компанії і корпорації найтерпиміше ставляться до ЛГБТ-співробітників на роботі (так званий «Індекс корпоративної рівності»).

## Історія організації
Фонд «Кампанії за права людини» був заснований в 1980 році Стівом Ендіно з метою збору грошей для підтримки толерантних до ЛГБТ кандидатів до Конгресу. Через три місяці після заснування «Кампанія за права людини» була зареєстрована Федеральною виборчою комісією США як незалежна, непартійна організація прямої політичної дії. В 1983 році Вік Басіль, один з провідних активістів руху за права ЛГБТ в Вашингтоні, був обраний першим виконавчим директором організації. В жовтні 1986 року був заснований благодійний фонд, афілійований з організацією «Кампанія за права людини». Як і багато ЛГБТ-організації в 1980-х роках, «Кампанія за права людини» сильно постраждала від розпочатої в зв'язку з епідемією СНІДу істерії, сильно скоротила ряди її членів і її політичну базу. Лише порівняно нещодавно, наприкінці 90-х і початку 2000-х років, організація зуміла відновити свій політичний вплив.
В січні 1989 року Вік Басіль оголосив про залишення свого поста. Коли він пішов, «Кампанія за права людини» була реорганізована з «політичної організації прямої дії» в більш респектабельну лобістську політичну організацію, яка ставить собі за мету не стільки пряму дію, скільки лобіювання змін в законодавстві через Конгрес і легіслатури міст і штатів. Програмні положення «Кампанії за права людини» були сформульовані наступним чином: «Ми прагнемо до поліпшення соціального самопочуття геїв, лесбійок, бісексуалів і трансгендерів за допомогою написання, підтримки і впливу на прийняття законопроєктів і регулятивних документів на федеральному, регіональному і муніципальному рівні». Тім МакФілі, магістр права, який закінчив Гарвардський Університет, засновник Бостонського альянсу геїв і лесбійок і співголова регіонального відділення HRC в штаті Нова Англія, був обраний новим виконавчим директором. Загальна кількість членів організації тоді становила 25000 осіб.
В 1992 році HRC вперше зважилася відкрито підтримати того чи іншого кандидата на пост президента США. Підтримуваним кандидатом був Білл Клінтон, в той час губернатор штату Арканзас. В березні 1993 року HRC запустила проєкт «Національний день камінг-аута».
З січня 1995 до січня 2004 року організацією керувала на посаді виконавчого директора Елізабет Бірч. Її керівництво було дуже успішним для організації: чисельність її членів зросла більш ніж в 4 рази і досягла 500000 (півмільйона) людей. Організація також змогла в цей період купити престижний багатоповерховий будинок для свого офісу у Вашингтоні.
Це будинок був куплений HRC у єврейської організації «Бней Бріт» в 2002 році за 9.8 мільйона доларів. Проведена для цього велика загальнонаціональна кампанія по збору коштів на капітальний ремонт будівлі принесла організації понад 28 мільйонів доларів. Після того, як понад $ 10 млн були витрачені на капітальний ремонт, будівля стала оцінюватися більш ніж в 18 млн дол.
В серпні 2000 року Елізабет Бірч стала першим в історії США лідером ЛГБТ організації, який виступив перед загальнонаціональним конгресом Демократичної партії США. Її наступник на посту керівника організації, Черіл Джекс була звільнена з посади в листопаді 2004 після всього 11 місяців перебування на посаді. У повідомленні для преси, поширеному організацією з цього приводу, йшлося про те, що Черіл була звільнена через незгоду членів організації з її методами керівництва і її філософією. Громадянська дружина Елізабет Бірч, Хіларі Роузен, колишній виконавчий директор RIAA (Асоціації виробників звукозаписів), стала тимчасовим виконувачем обов'язків керівника організації.
9 березня 2005 року «Кампанія за права людини» проголосила новим обраним президентом організації Джо Салмонезе, описуючи його як «одного з найуспішніших і найшанованіших загальнонаціональних прогресивних лідерів».
«Кампанія за права людини» управляється, крім Президента, ще й Радою директорів і Радою уповноважених. Благодійний фонд «Кампанії за права людини» має власне бюро. У грудні 2004 року Фонд назвав секретарем фонду Майкла Бермана.

### Лідери організації
1. Стів Ендіно, засновник (1980—1983)
2. Виконавчий директор Вік Басіль (1983—1989)
3. Виконавчий директор Тім МакФілі (1989—1995)
4. Виконавчий директор Елізабет Бірч (1995—2004)
5. Президент Черіл Джекс (2004)
6. Президент Джо Салмонезе (2005—2012)
7. Президент Чад Гріффін (2012-теперішній час)